# Piraterna!
Piraterna! (amerikansk titel: The Pirates! Band of Misfits, brittisk titel: The Pirates! In an Adventure with Scientists) är en brittisk-amerikansk animerad piratfilm från 2012, i regi av Peter Lord och producerades av Aardman Animations i samarbete med Sony Pictures Animation.
Filmen är baserad på Gideon Defoes böcker. Filmen hade biopremiär den 28 mars 2012 i Storbritannien, den 30 mars i Sverige och den 27 april i USA.

## Originalröster
- Hugh Grant - The Pirate Captain[5]
- Salma Hayek - Cutlass Liz (Lizzie Sabel)[6]
- Jeremy Piven - Black Bellamy (Svarte Sam)
- Imelda Staunton - Queen Victoria[4]
- David Tennant - Charles Darwin
- Martin Freeman - The Pirate with a Scarf[7]
- Lenny Henry - Peg-Leg Hastings[8]
- Brendan Gleeson - The Pirate with Gout[7]
- Ashley Jensen - The Surprisingly Curvaceous Pirate[7]
- Brian Blessed - The Pirate King[4]
- Russell Tovey - The Albino Pirate[9]

## Svenska röster
- Daniel Sjöberg - Piratkaptenen
- Helena af Sandeberg - Lizzie Sabel
- Figge Norling - Svarte Sam
- Katrin Sundberg - Drottning Victoria
- Gustaf Hammarsten - Charles Darwin
- Magnus Mark - Pirat med halsduk
- Leif André - Pirat med gikt
- Suzanna Dilber - Förvånansvärt kurvig pirat
- Stephan Karlsén - Piratkungen
- Jacob Ericksson - Albinopirat